# M6 (телеканал)
«M6», також відомий як «Metropole television», є найбільш прибутковим, приватним, національним, французьким телеканалом і третім з найпопулярніших телевізійних телеканалів, які мовлять французькою мовою, у світі. Влансиком телеканалу «M6» є «M6 group», яка володіє ще декількома телеканалами, журнали, займається виробництвом фільмів і т. д. «M6 group» належить «RTL Group».

## Історія телеканалу
«M6» запущений 1 березня 1987 року в 11:15 ранку, за французьким часом, почав мовлення зайнявши місце телеканалу «TV6».